# Charles Jean Marie Barbaroux

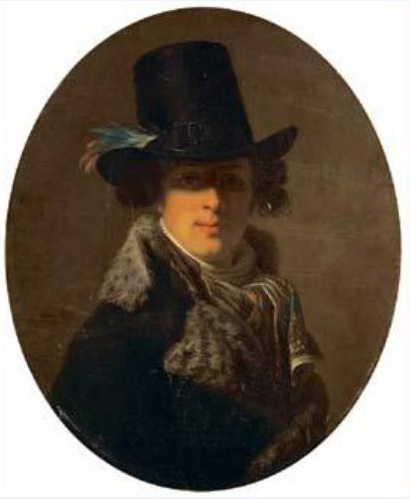
Charles Barbaroux

Charles Jean Marie Barbaroux, född 6 mars 1767 och död 25 juni 1794, var en fransk politiker.
Barbaroux ägnade sig åt advokatverksamhet i Marseille, invaldes 1792 i konventet, och anslöt sig där till det girondistiska partiet. Han tillhörde Madame Rolands intimare krets och utmärkte sig i konventet särskilt genom hätska angrepp på Robespierre och förslag, avsedda att bryta huvudstadens inflytande på representationen. Vid girondisternas fall flydde han till Caen i Normanide. Han sammanträffade här med Charlotte Corday före hennes avresa till Paris och deltog i organiserandet av den så kallade federalistiska resningen. Efter dess misslyckande begav han sit till södra Frankrike, försökte beröva sig livet, men häktades och avrättades i juni 1794.